# Équipe
Une équipe est un petit groupe d'individus partenaires dans un but commun.

## Monde de l'entreprise

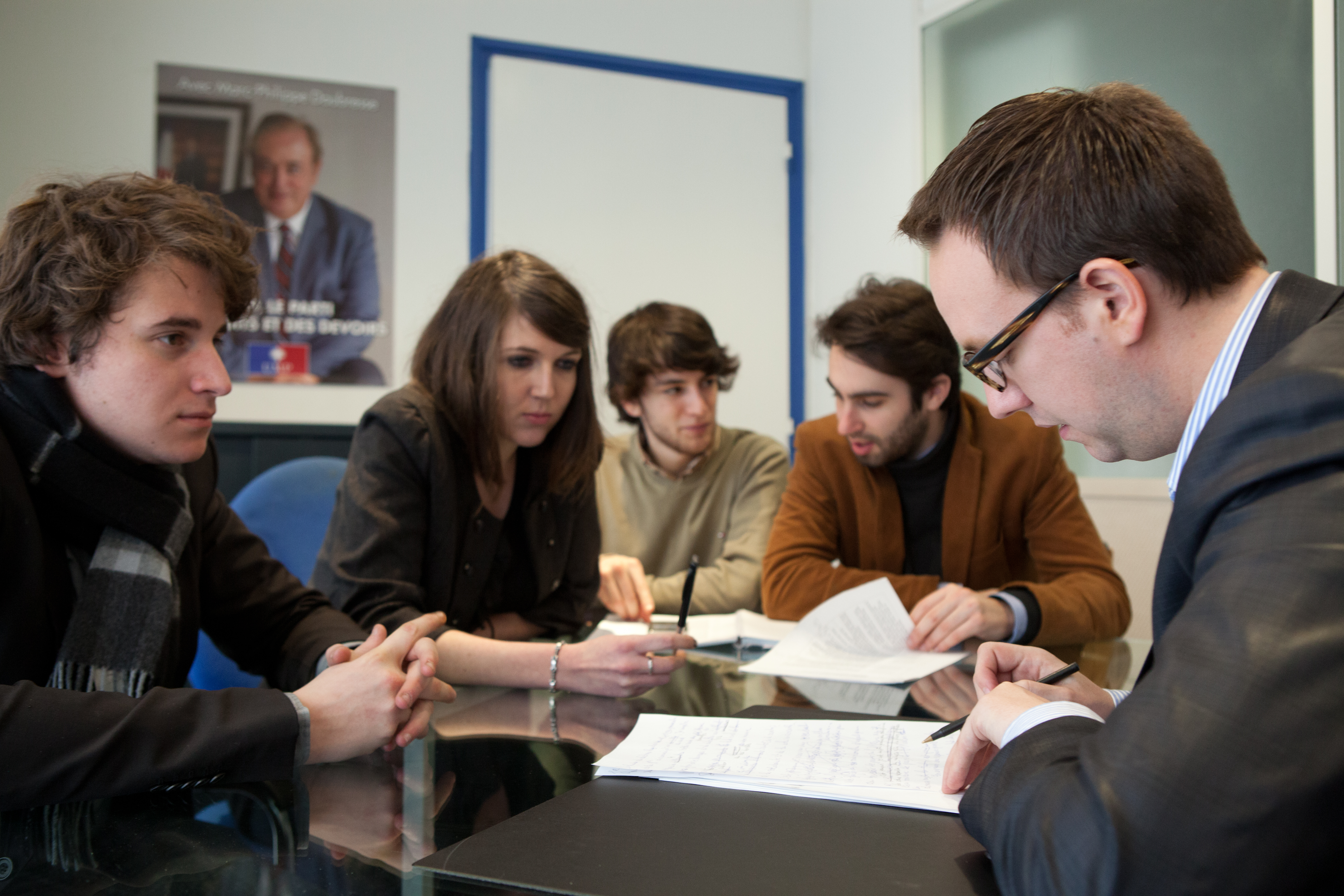
Une équipe de travail.

### Types d'équipes
Temporaires ou permanentes, en mode hiérarchique ou en mode transverse, on peut distinguer : 
- L'équipe de travail ;
- L'équipe de résolution de problème ou d'amélioration ;
- L'équipe autonome ;
- L'équipe transverse ;
- L'équipe virtuelle ;
- L'équipe mananagériale (conseil d'administration, équipe ou comité de direction, etc.)
- L'équipe de gestion de projet.

### Management
La collaboration en équipe est plutôt formelle, structurée et présente les trois caractéristiques suivantes :
- les membres de l'équipe se connaissent : chaque membre a un rôle et des tâches définis ;
- les membres des équipes sont interdépendants ;
- les équipes ont défini un planning et des mandats clairs.

D'un point de vue psychosociologique, une équipe souhaitant progresser a besoin de se réunir au minimum de façon hebdomadaire dans une même unité de temps et d'espace. À titre d'illustration, la fréquence des réunions commerciales peut être quotidienne ou bi-hebdomadaire dans les équipes de vente. Par ailleurs, la planification régulière d'un ordre du jour favorise la productivité d'une l'équipe et le respect des délais fixés par rétro-planning.

### Team building

#### Les rôles d’une équipe de travail
Afin d’améliorer l’efficacité d'une équipe de travail, il est préférable d’instaurer une structure adéquate des membres, c’est-à-dire instaurer des rôles adéquats selon les forces et les faiblesse des membres de l’équipe de travail. Lors de l’attribution des rôles de chacun des participants, il est important de tenir compte non seulement de leurs forces mais également du caractère de ceux-ci, par exemple, certaines personnes ont naturellement une aptitude à bien s’organiser et ils sont propices à occuper des rôles comme celui de secrétaire. Cependant il est important d’éviter de placer des gens plus turbulents, par exemple, des gens qui ont plus tendance à s’éloigner du sujet abordé lors d’un travail, ne devraient pas avoir une fonction qui les laissent trop à eux-mêmes ou qui leur demande de ramener un groupe à l’ordre.

#### La dynamique d’une équipe de travail
Pour qu’une équipe de travail soit efficace, il est avantageux que celle-ci ait une bonne dynamique. Premièrement, il est important de viser des objectifs raisonnables et réalisables. Si les objectifs sont trop ambitieux ou trop faciles, ils ne seront pas réalisés, car ils seront jugés inutiles ou trop difficiles, ce qui créera une pression nuisible sur le groupe qui réduira sa capacité à accomplir la tache visée. Deuxièmement, il est préférable d’établir des standards autour de la tache à accomplir, c’est-à-dire commencer par définir collectivement l’objectif. Ce processus permettra aux différents membres du groupe de travail de mieux se comprendre lorsqu’ils aborderont le sujet. Troisièmement, il est primordial que le groupe possède une bonne cohésion. Il s’agit de la base de toute relation interpersonnel, car des personnes qui ne s’entendent pas bien ne réussiront pas à travailler efficacement en groupe. Alors, un groupe dans lequel les membres possèdent des affinités entre eux sera un groupe dans lequel la communication sera plus facile et récurrente, augmentant, par le fait même, la productivité du groupe.

### Les différentes méthodes décisionnelles d’une équipe de travail
Pour améliorer la prise de décision au sein d’un groupe, il existe différentes méthodes. Chacune de ces méthodes comportent des avantages et des inconvénients, qui seront présentées dans les lignes qui suivent, ce qui amène l’importance de bien choisir la méthode la plus adéquate pour le groupe concerné. Parmi les méthodes existantes en voici trois : la formule autoritaire, la formule démocratique et la formule consensuelle. La formule autoritaire consiste à ne laisser qu'une seule personne ou une minorité élite du groupe à prendre les décisions pour l’ensemble du groupe. Elle possède l’avantage d’une prise de décision rapide, mais celle-ci ne prend en considération qu’un seul point de vue. La formule démocratique, quant à elle, consiste à une prise de décision par vote du groupe en entier. Elle nécessite une majorité pour prendre une décision ce qui permet de prendre en compte un plus grand nombre d’opinions, mais peut créer des divisions au sein du groupe si les opinions divergent trop un de l’une de l’autre. La formule consensuelle est une méthode qui requiert l’accord de tous ses membres pour accepter une décision. Elle prend en considération le point de vue de tous les membres faisant partie du groupe, par contre celle-ci peut s’avérer fastidieuse et longue, car tous les membres doivent être du même avis.

## Sport

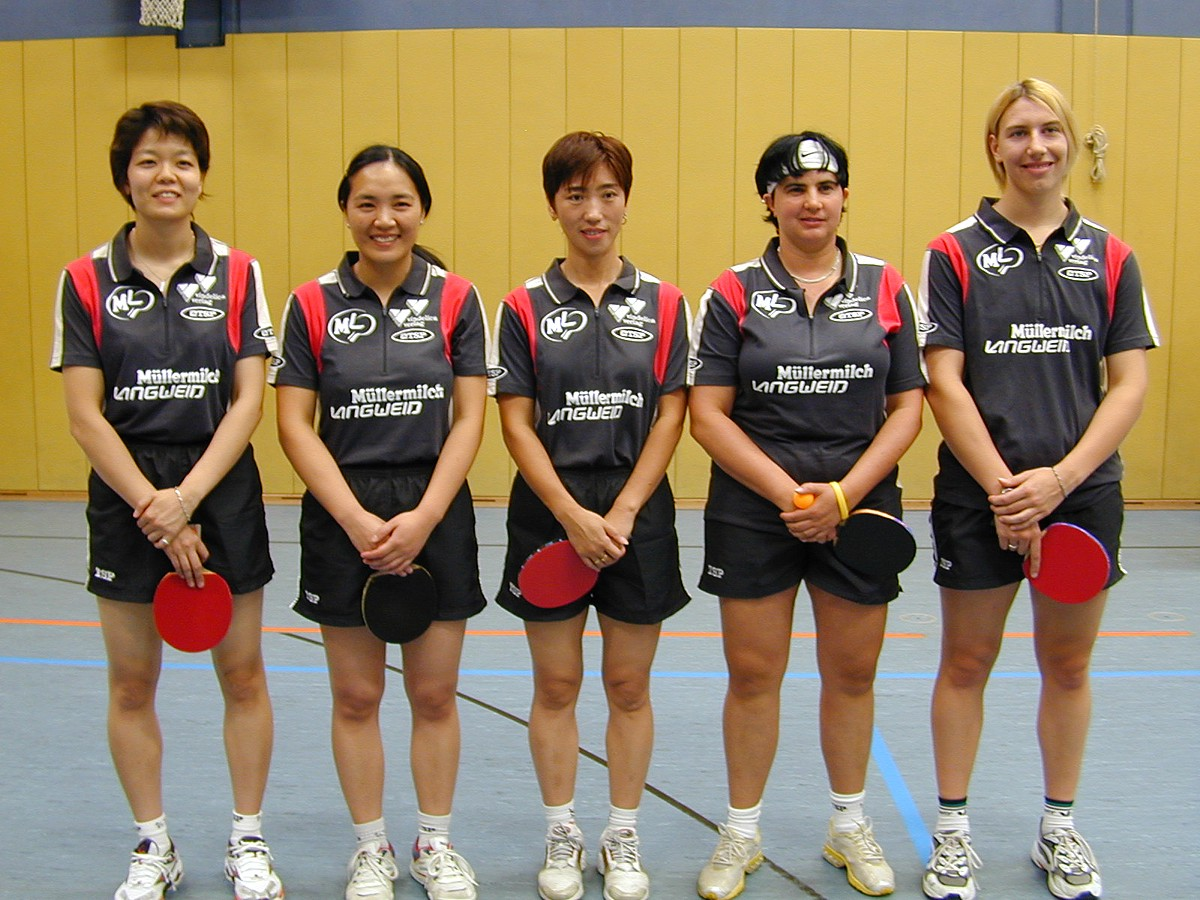
Une équipe de sport.

## Équipes en société
Nous avons tendance à nous représenter une équipe, dans un rapport public, comme un prolongement de chaque individu qui la compose. Cette vision est limitée, et ne rend pas compte des principales fonctions d'une équipe dans les interactions humaines. En effet, la plupart du temps, un humain dans une équipe n'exprime pas sa personnalité, mais souhaite exprimer les caractéristiques de la tâche que son équipe exécute. Par exemple, une équipe de vente d'un magasin montrera la compétence et la probité de son activité de vente, et, si elle met en avant la valeur personnelle d'un de ses membres, ça sera avant tout pour valoriser l'activité de vente, et moins pour exprimer le caractère de cette personne. De plus, chacun, chacune, choisira une apparence qui contribue à valoriser son équipe, et moins un atour personnel de son choix.
Une personne aura tendance à se comporter de façon correcte du point de vue de ce que son équipe sociale est censée représenter. Par exemple, dans un couple, dans une soirée entre amis, une femme aura tendance à se montrer plus soumise à son mari qu'elle ne l'est réellement, et l'homme sera plus dominateur, lorsque cela correspond aux règles sociales de la vie en couple ; dans un contexte raciste, Charles S. Johnson, sociologue américain, a observé qu'un Noir pourra avoir la permission d’appeler un camarade Blanc par son prénom s'ils sont seuls, mais si leur « équipe » est rejointe par d'autres personnes, alors il devra le dénommer à nouveau par monsieur. Les groupes humains ont tendance à se montrer plus cérémonieux, plus typiques de leur fonction, lorsqu'ils se savent observés par d'autres groupes humains. Ainsi il faut comprendre une personnalité à deux niveaux : pour elle-même, et pour l'équipe sociale telle qu'elle se la représente. La réflexion au niveau d'une équipe est souvent plus pertinente lorsqu'il s'agit de comprendre comment un humain répond aux imprévus, aux accidents, ou souhaite atteindre une maitrise globale de l'impression générale donnée.
Comme pour un individu, il est courant qu'une équipe se comporte comme si elle était entourée de monde, exécutant toutes les tâches qui lui sont dévolues en société, alors qu'elle est seule. Par exemple aux États-Unis dans les hopitaux psychiatriques, lors du décès d'un malade, il arrive que l'équipe médicale organise un cérémoniel avec famille sans aucune famille : des membres du personnel en prendront la place ; ces dispositions contribuent à donner un peu d'humanité à ces lieux. Une équipe représente une unité humaine si forte que les clivages de classe peuvent être provisoirement supprimées en son sein. Bien plus, sachant que l'apparence qu'ils composent n'est que façade, les membres d'une équipe peuvent se sentir complices, sachant entre eux qu'ils ne font que produire un impression extérieure, et alors entretiennent entre eux une certaine familiarité. Cette familiarité se compose de relations réglées, qu'un nouvel individu est très vite convié d'adopter. À partir du moment où il fait partie de l'équipe, sa coopération pour entretenir l'apparence sociale commune est indispensable, surtout que, même s'il ne coopère pas, il fait quand même partie de l'équipe. Par exemple, dans une équipe d'ouvriers, si l'un d'eux fait des excès de zèle, il casse l'apparence de temps de travail bien rempli que l'équipe essaie de donner pour se ménager moins de peine, mais cet ouvrier dissident est quand même un ouvrier, faisant effectivement partie de l'équipe, et fait planer une menace pour tous. L'accord qui lie habituellement les membres d'une équipe est insuffisant pour décrire une équipe.